# Château de Beaufort (Luxembourg)
Pour les articles homonymes, voir Château de Beaufort.

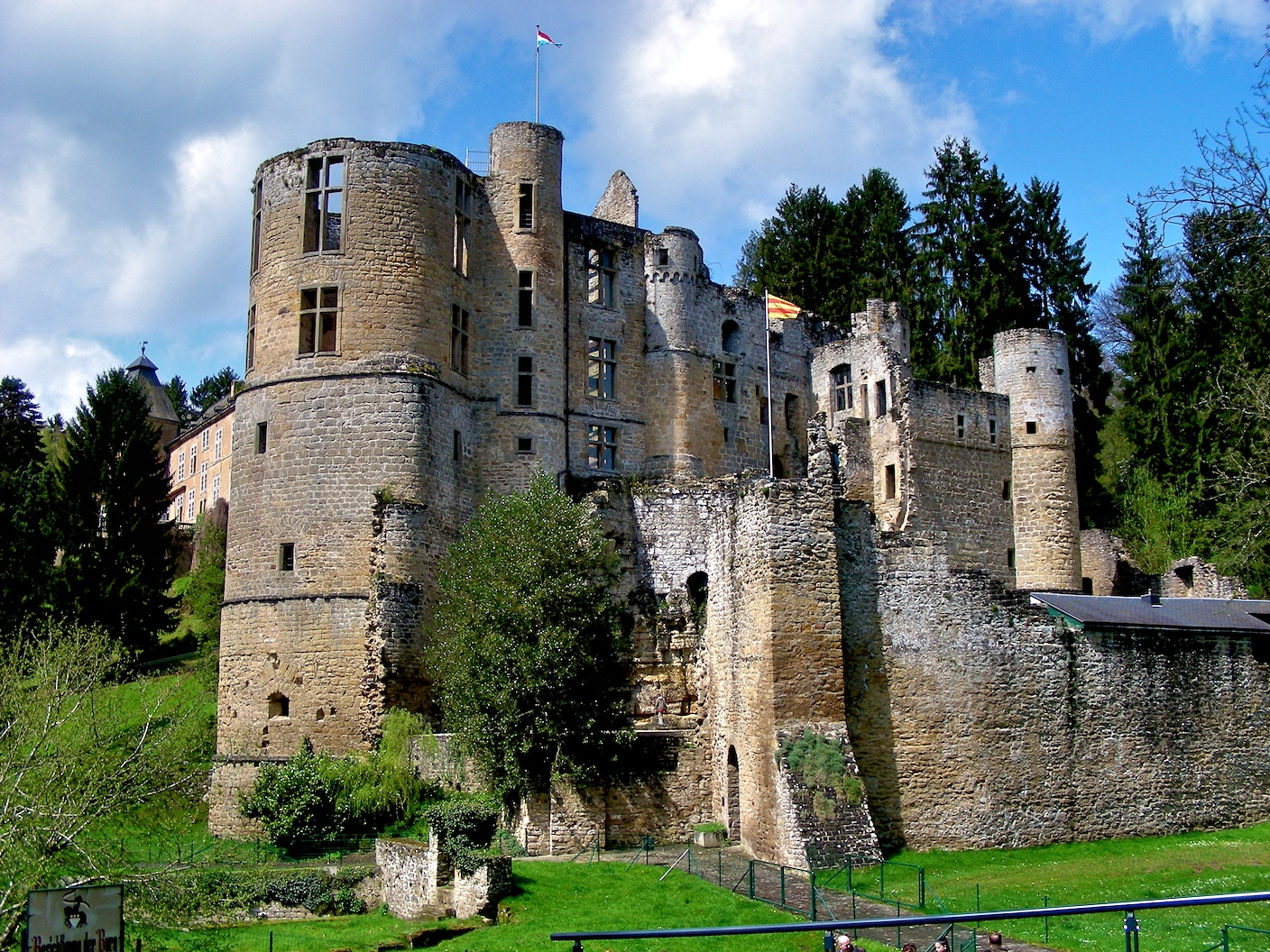
Les ruines du château médiéval en 2008

Le château de Beaufort est un ensemble formé de ruines d'une forteresse médiévale et d'un château de style Renaissance adjacent situé à Beaufort, au Grand-Duché de Luxembourg.

## Histoire
C'est probablement au XIe siècle que le château est érigé. Il se présente comme une petite forteresse carrée juchée sur un rocher et protégée par des douves et un second mur d'enceinte au-dessus de la vallée. Une référence datant de 1192 indique que Wauthtier de Wiltz et Beaufort en est le premier seigneur. Durant la première moitié du XIIe siècle, un donjon est ajouté, tandis que la porte est déplacée et élargie. En 1348, la propriété passe aux mains la Maison de Orley à la suite du mariage d'Adelaïde de Beaufort et de Guillaume de Orley. Les seigneurs de Orley réalises d'importants agrandissements. En 1477, Maximilien d'Autriche accorde le château à Jean Bayer de Boppard après que Jean de Orley-Beaufort a perdu sa confiance. En 1539, Bernard de Velbrück devient le seigneur de Beaufort par mariage et adjoint une aile de style Renaissance ornée de croisées au-dessus des remparts médiévaux,.
Le château passe ensuite aux mains de Gaspard de Heu, qui a épousé la petite-fille de Velbrück. Partisan de la résistance hollandaise et de la Maison d'Orange, de Heu est capturé par les Espagnols, accusé d'hérésie et de trahison, et exécuté sur la place publique du Marché-aux-Poissons de Luxembourg en 1593. Philippe II d'Espagne confisque la propriété et la confie à Pierre-Ernest Ier de Mansfeld, gouverneur de Luxembourg. Par mariage, le château devient la propriété de Henri de Chalon puis de Gaspard du Bost-Moulin, qui est contraint de le vendre après qu'il a été réduit en ruines lors de la guerre de Trente Ans. Sur ordre du roi d'Espagne, Jean de Beck, gouverneur de Luxembourg, rachète une grande partie de la propriété en 1639. Il est à l'origine de la construction du château Renaissance qui débute en 1643. C'est son fils qui achèvera les travaux en 1649, après que Jean de Beck est mort en 1648 de ses blessures reçues lors de la bataille de Lens.

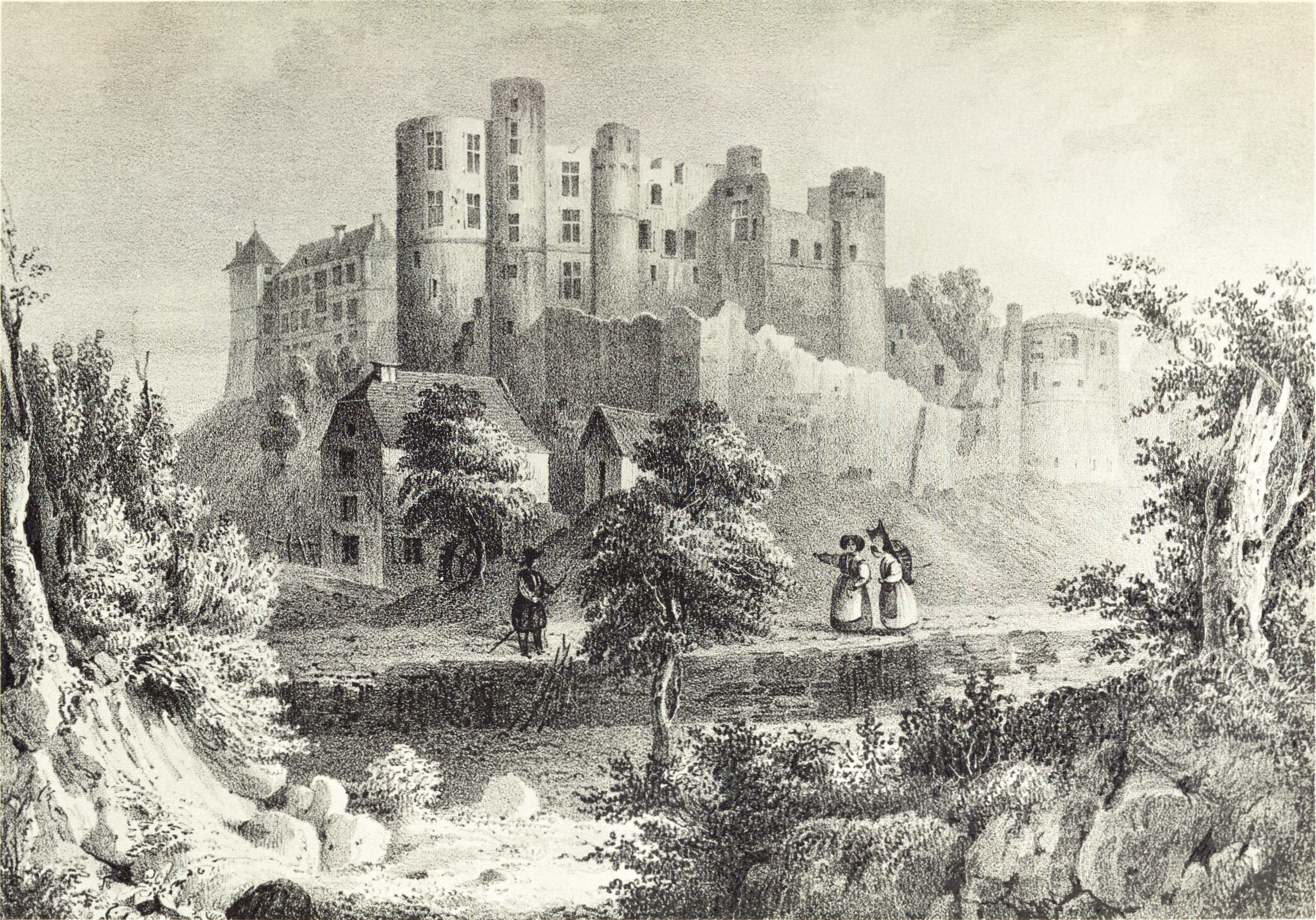
Nicolas Liez : dessin (1834)

Après plusieurs changements de propriétaires, parmi lesquels Pierre de Coumont (1774) et Jean Théodore Baron de Tornaco-Vervoy (1781), le château est abandonné et tombe en ruines. Il est même utilisé comme carrière au début du XIXe siècle. En 1893, le nouveau propriétaire, Henri Even, restaure le bâtiment et, en 1928, Edmond Linkels déblaie les gravats et ouvre le château médiéval aux visiteurs. En 1981, la propriété est rachetée par l'État et tout le site est classé monument national depuis 1988.

## Le château aujourd'hui
Les châteaux de Beaufort (Château Renaissance et ruine médiévale) sont annuellement ouverts de Pâques jusqu'à fin octobre. 

### Le château médiéval

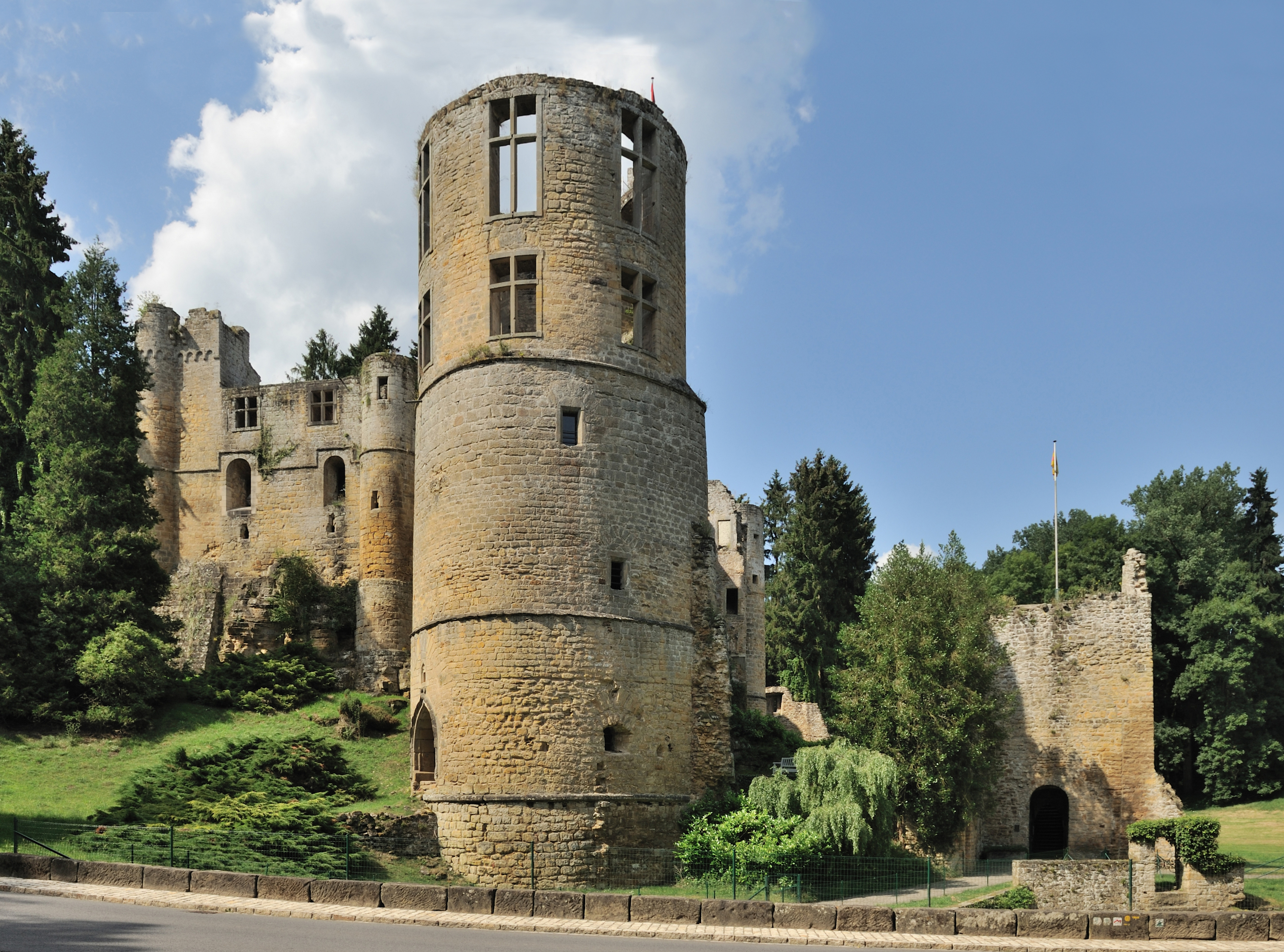
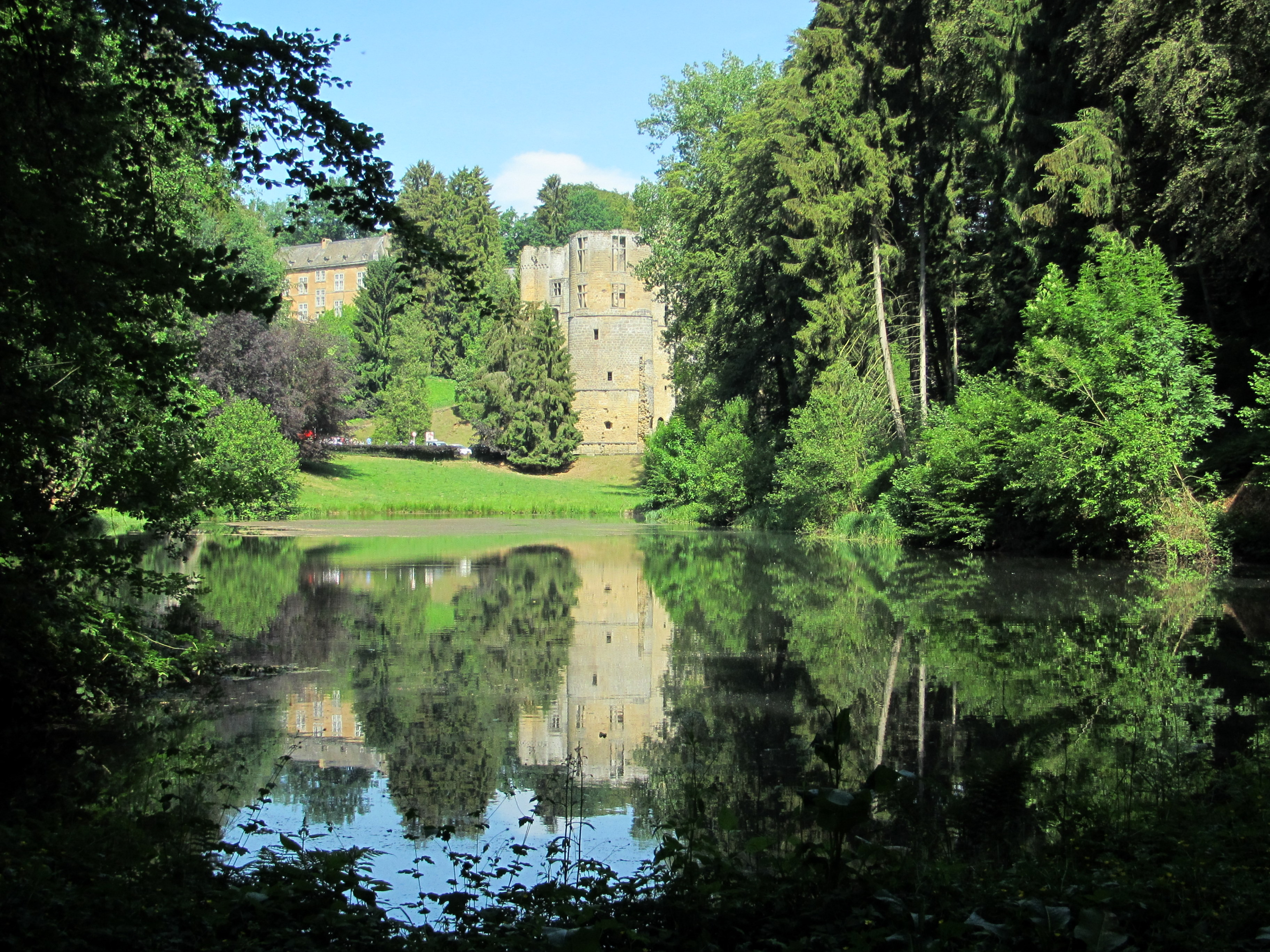
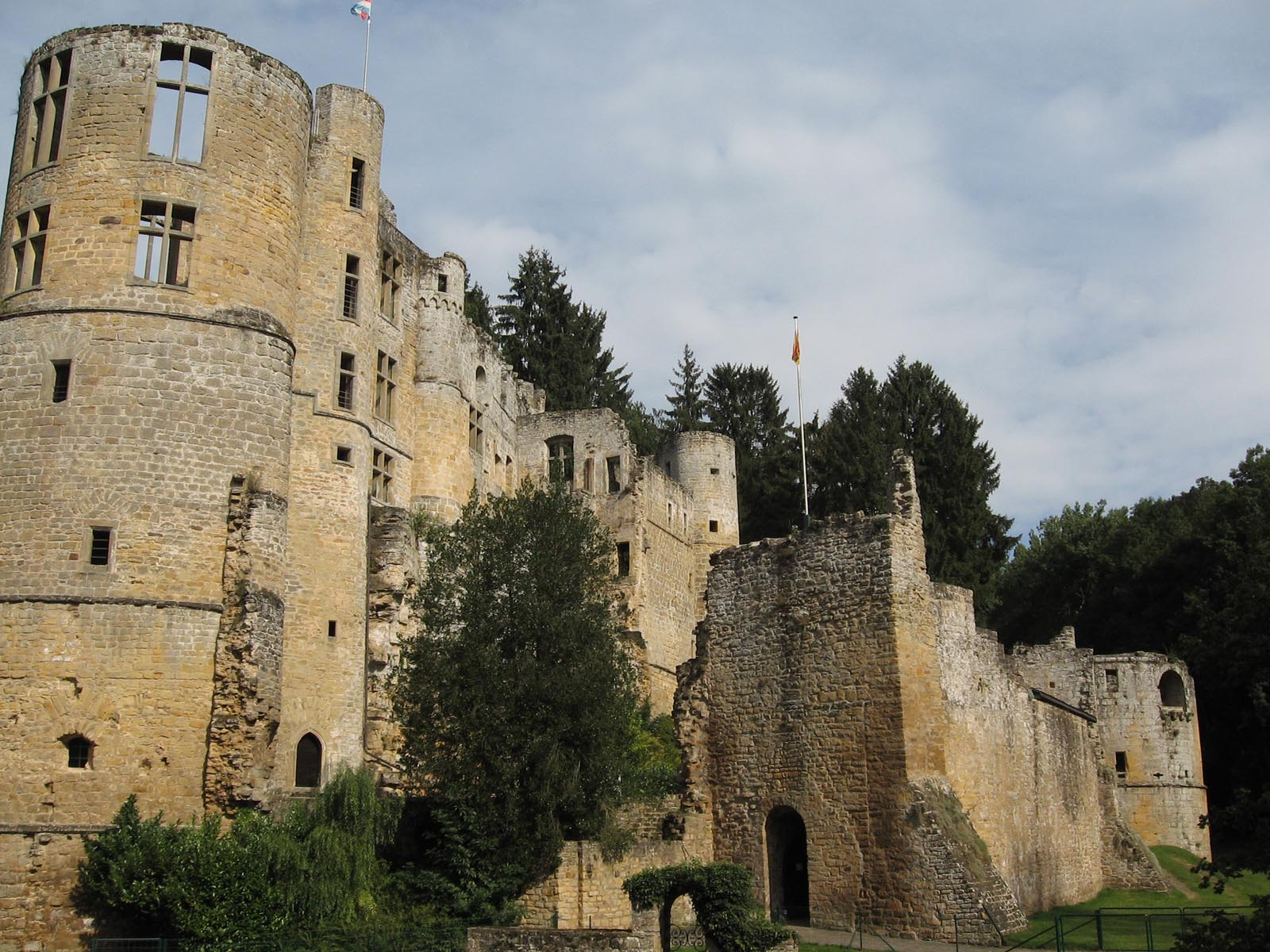
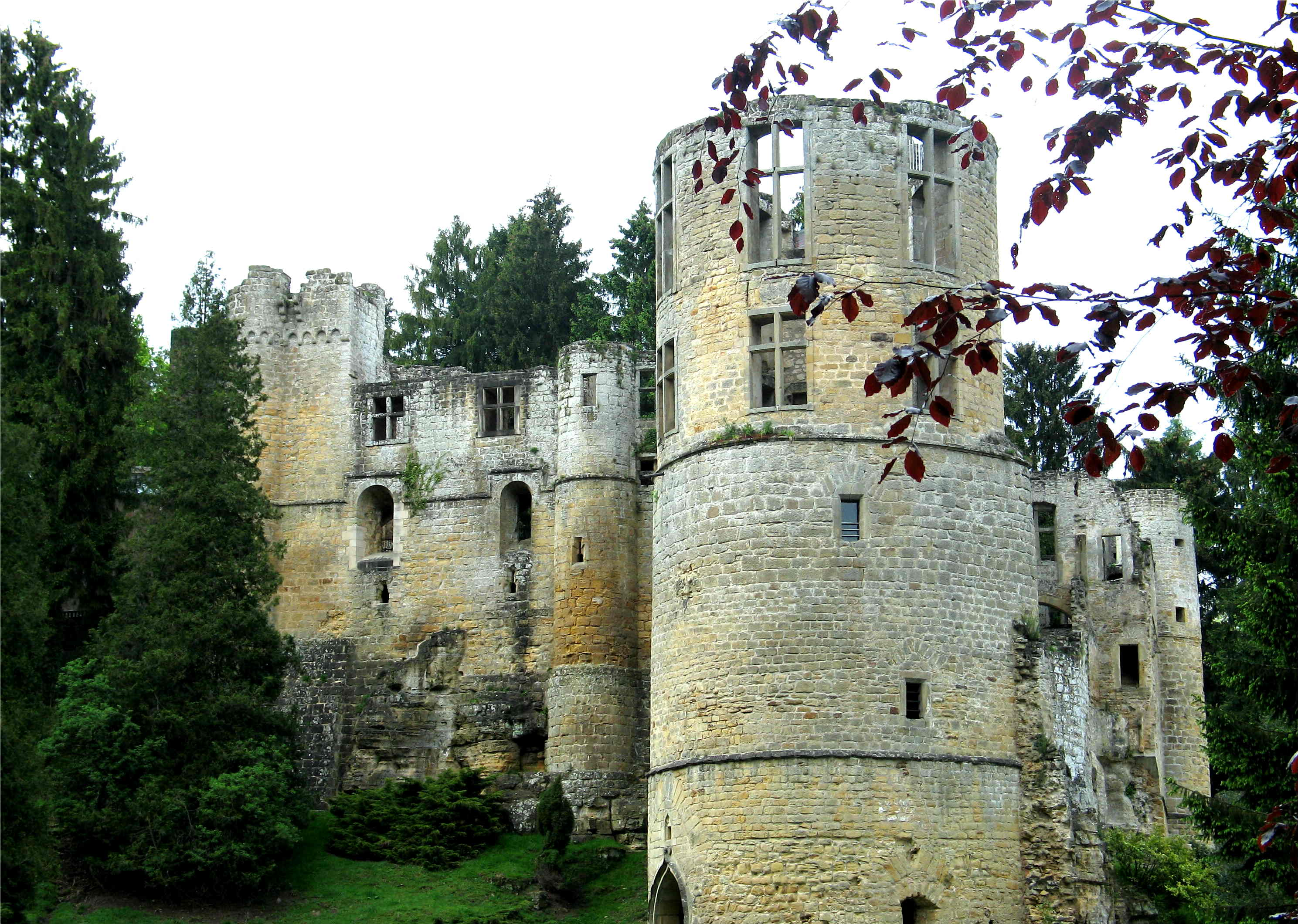

### Le château Renaissance

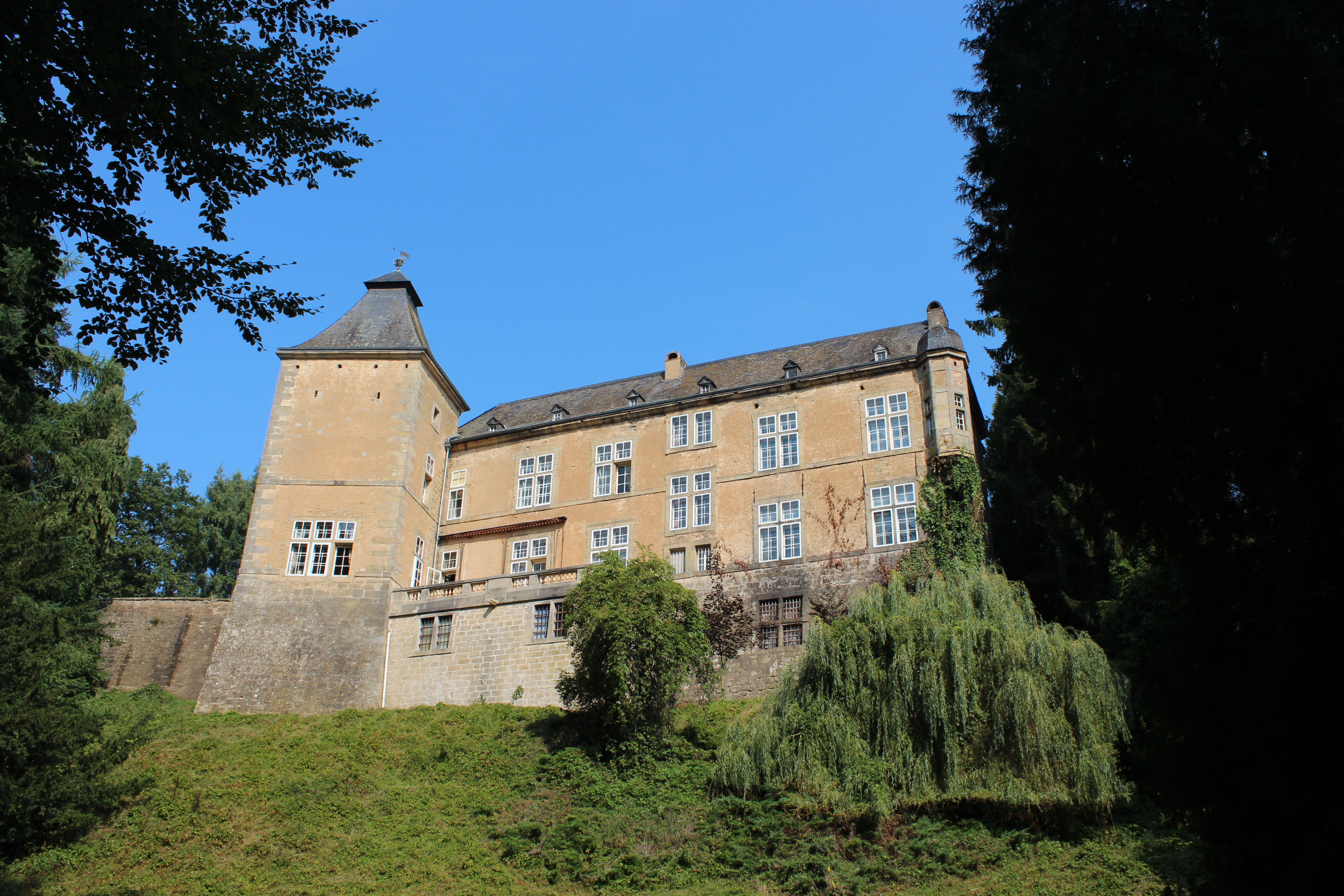
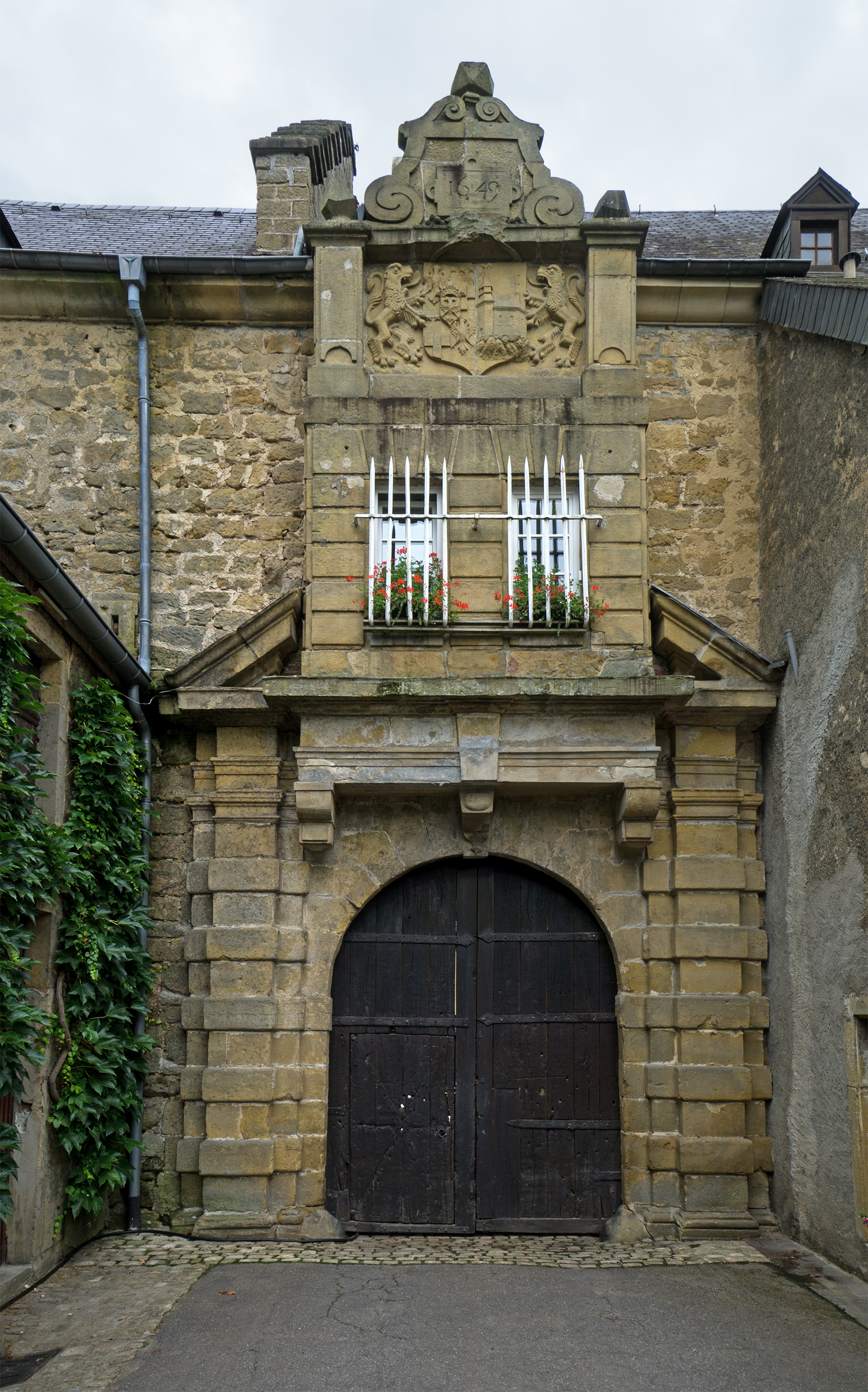
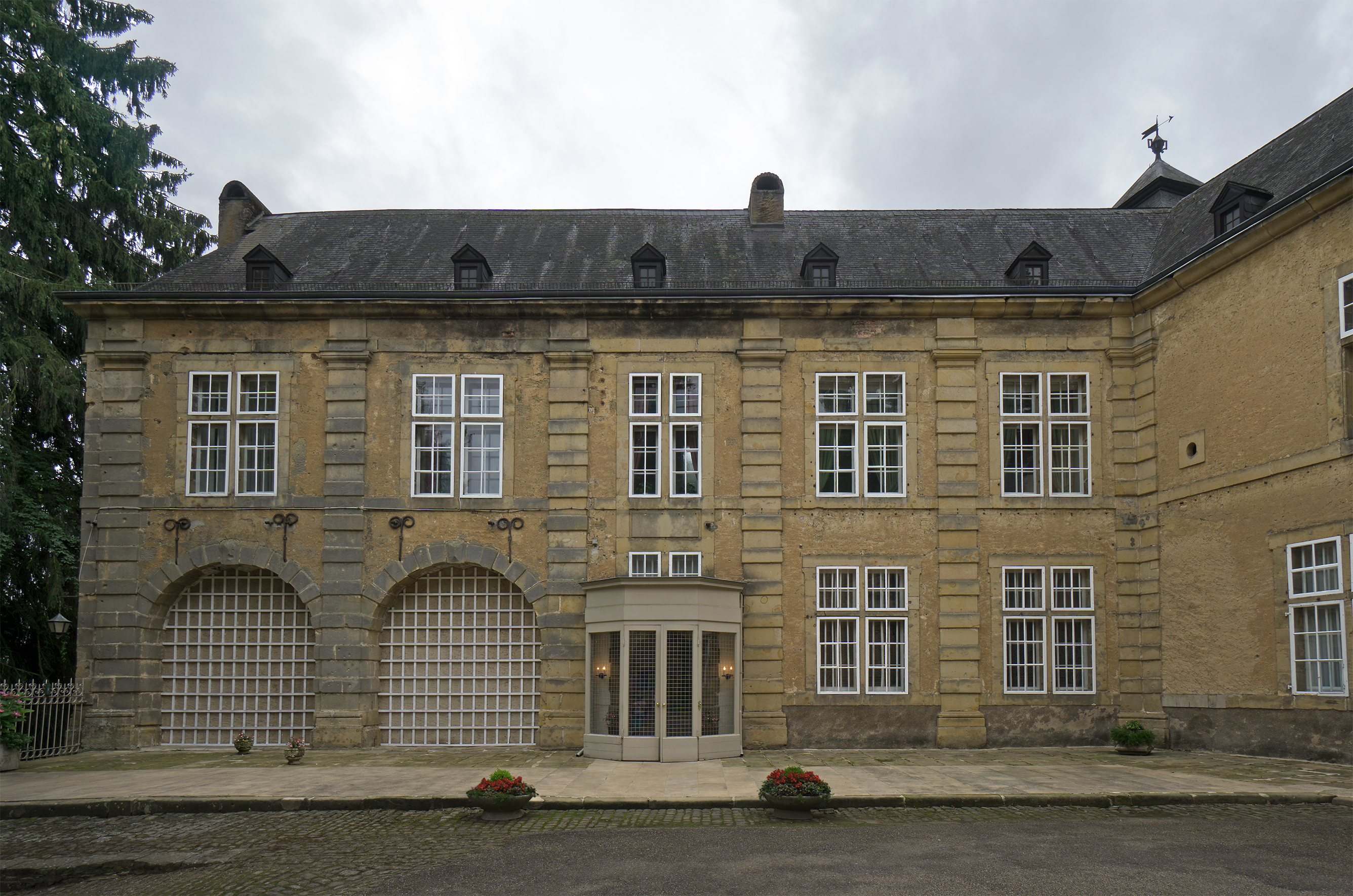
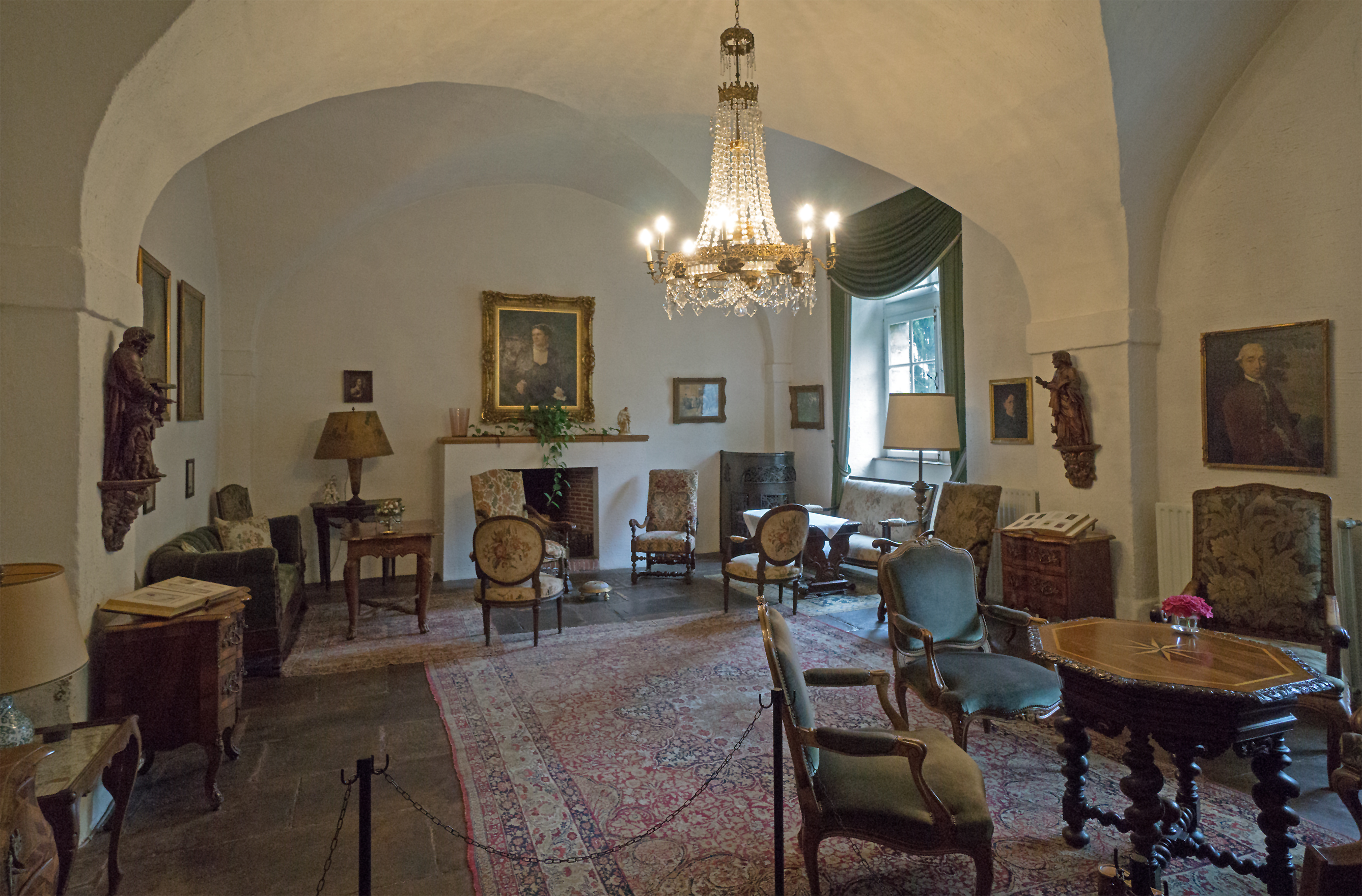